# Ploërdut
Ploërdut település Franciaországban, Morbihan megyében. Lakosainak száma 1259 fő (2022. január 1.). Ploërdut Mellionnec, Langoëlan, Locmalo, Guémené-sur-Scorff, Lignol, Saint-Caradec-Trégomel, Le Croisty, Saint-Tugdual és Plouray községekkel határos.

## Népesség
A település népességének változása:
| Lakosok száma | 2074 | 1575 | 1359 | 1239 | 1216 | 1216 | 1216 | 1209 | 1228 | 1259 |
|               | 1968 | 1982 | 1990 | 2006 | 2013 | 2015 | 2017 | 2019 | 2020 | 2022 |